# 小山内富子
小山内 富子（おさない とみこ、1929年8月5日 - 2019年3月24日）は、佐賀県生まれの日本の随筆家・児童文学作家。
別名、小山内 繭。

## 来歴
実践女子専門学校に進学、国文科を卒業。東京大学総合図書館の司書となり、小山内薫の次男・小山内宏と結婚。1977年の夫の死後、随筆や児童文学を書いた。代表作『ちょっとコーヒーのみにきて』は日本図書館協会の選定図書となった。日本文藝家協会会員。

## 著書
- 『ちょっとコーヒーのみに行ってます』話の特集 1979
- 『ちょっとコーヒーのみにきて』話の特集 1983
- 『混血児ジロー』小山内繭 作, 宮本忠夫画. 小学館 1986
- 『名残りのコーヒータイム』話の特集 1989
- 『ドアを開けて』近代文藝社 1993
- 『薔薇のツェッペリン』小山内繭 作, ヤン・ケン 挿絵. 新風舎 2004
- 『小山内薫 近代演劇を拓く』慶應義塾大学出版会 2005
- 『「にゃーごとあろう」父の後ろ姿』出門堂 2008
- 『おとなの花物語』街から舎 2012

### 編・共著
- 『からたちの花は白いか 小山内宏追悼集』編. 中央公論事業出版 1978
- 『白夜のラプランドへ』森本ヤス子共著. かど創房 1987
- 岡田きみ『画家・謙三とともに』筆記. 鹿島出版会 2009